# Литванска израда крстова
Литванска израда крстова (на литванском Lietuvos kryždirbystė)  је традиционални литвански занат израде крстова, који је важна карактеристика литванских католика, али који на овим просторима датира из времена пре хришћанства када су подигнути пагански стубови у част светог дрвета живота , повезан са прославама жетве. Наиме, након што га свештеник освети, храстов крст постаје светиња за вернике.
Крстови имају висину од 1 до 5 метара и често су украшени малим кровом, цветним или геометријским украсима, а понекад и малим скулптурама. Молитве за помоћ или плодност често су упућиване на кипове Госпе и разних светаца на крстовима, за које су се испод њих остављали различити приноси попут хране, бројаница, новца или шарених марама (на пример за венчања) или платна. Крстови су постављени дуж путева, на прилазима селима и поред споменика на гробљима. Ова места би постала важна састајалишта у селу и симбол јединства заједнице, као што је место ходочашћа северно од града Шјауљаја, познато као Брдо крстова (слика десно).
Као израз литванске културе, литвански занат израде крстова, заједно са обичајима њиховог освећења и ритуалног богослужења, уписан је на Унескову листу нематеријалне светске баштине у Европи 2008. године. године 
Литвански монументални дрвени крстови су из 19. века, у време када је Литванија припојена православном Руском царству, постали су симбол верског идентитета Литванаца. Њихова симболична улога је само ојачана током совјетског режима, иако су крстови били званично забрањени.
Занатлије које су правиле ове крстове су биле познате као криждирбиаи и путовали су широм Литваније правећи крстове. Винцас Свирскис (1835 – 1916) је био најугледнији самоуки уметник и врсни резбар крстова, чији се крстови, некада широм земље, данас налазе у многим музејима.
Данас се, као и некада, вештина прављења крстова не учи у школама, већ се преноси кроз неформално образовање. Највећа претња овој традицији је егзодус села и губитак различитости услед утицаја масовних медија. Из тог разлога, иако под бригом њихових парохија, потребна је организованија заштита ових традиција.

## Линкови
- Хачкари, јерменски камени крстови